# ملدرث (كامبريدجشير)
ملدرث (بالإنجليزية: Meldreth)‏ هي قرية وأبرشية مدنية تقع في المملكة المتحدة في إنجلترا. يقدر عدد سكانها بـ 1,641 نسمة .